# 宝幢救火会消防房
宝幢救火会消防房位于中国浙江省宁波市鄞州区五乡镇明伦村明伦自然村宝幢中街，民国建筑，建筑坐北朝南，建筑顶层有瞭望塔，悬有大钟，建筑内保存有当时部分消防器材，2010年9月公布为鄞州区文物保护单位。